# Rain on Me (Lady Gaga és Ariana Grande dala)
A Rain on Me Lady Gaga és Ariana Grande amerikai énekesnők dala, Gaga 2020-as Chromatica című hatodik stúdióalbumáról. A dalt Gaga, Grande, Nija Charles, Rami Yacoub, Tchami, Boys Noize illetve a dal producerei, BloodPop és Burns szerezték. Stílusát tekintve egy gyors tempójú house, dance-pop és diszkó dal, mely szintidiszkós ütemmel és funk gitárral készült. Gaga leírása szerint a dal a „könnyek ünneplése”, és arról szól, hogy valaki képes tovább élni az élet nehézségei ellenére. Grande számára ez volt az első alkalom, hogy Burns-szel és BloodPoppal dolgozott együtt.
Az album második kislemezeként 2020. május 22-én jelent meg az Interscope Records kiadó gondozásában. A zenei kritikusok dicsérték az énekesnők vokálját és a dal üzenetét. A Rain on Me az első helyen nyitott az amerikai Billboard Hot 100-as listán, így Gaga ötödik, míg Grande negyedik elsőségét szerezte meg az országban. Ez lett az első női kollaboráció, ami valaha első helyen tudott debütálni, illetve Grande lett az első előadó, akinek négy alkalommal sikerült első helyen nyitnia dalaival. Emellett a Rain on Me további tizenkét országban került a slágerlisták első helyére, illetve további negyven hivatalos listán bejutott az első tíz közé. A Spotify-on a Rain on Me volt a 2020-as nyár hetedik legtöbbet játszott dala, világviszonylatban pedig a legnépszerűbb dal volt női előadótól.
A dalhoz készült hivatalos videóklipet Robert Rodriguez filmrendező készítette. A klipben a két énekesnő egy hatalmas eső áztatta arénában táncolnak, az égből pedig tőrök hullanak. A klip pozitív visszajelzéseket kapott, többek között hét MTV Video Music Awards-díjra jelölték, köztük Az év videója kategóriában is, majd végül három díjat sikerült elnyernie, köztük megkapta Az év dalának járó trófeát. A páros közösen előadta a dalt a 2020-as díjátadó során. Emellett a kislemezt Gaga és Grande a The Weather Channellel társulva vicces helyszíni időjárás-jelentő videókkal népszerűsítette.

## Háttér
A dalt először Gaga 2020 márciusi, a Paper-nek adott interjújában említették, amikor a Grandéval közös munka még nem volt publikus. Akkor egy hatalmas dance számként írta le, amelynek az üzenete arról szól, hogy „aláveted magad a pusztításnak. Egy tökéletes kiáltás a táncparkett számára a könnyek ünnepléseként.” Gaga elárulta, hogy együttműködött egy "női popsztár társával, aki a nyilvánosság előtt [hasonlóan átélt] egy hatalmas traumát", majd elmélyült a daluk keletkezéséről: „Leültem vele és beszélgettünk az életünkről. Két nő beszélget arról, hogyan lehet továbblépni, és hogyan lehet hálás azért, amit tesz.”

2020. május 21-én, a Zane Lowe-vel készített interjújában az Apple Music Beats 1-en Gaga tovább beszélt a dal írási folyamatáról:
[Grande] olyan csodálatos volt és azt hiszem, talán azt feltételezte, hogy bejön, én pedig olyan leszek, hogy „tessék, itt van, csak énekeld el ezt és köszönöm szépen az idődet.” De ehelyett megkérdeztem tőle, mire van szüksége, hogyan akarja csinálni a dolgokat. ...Amikor eljött a stúdióba, én még mindig sírtam, odajött hozzám, és azt mondta: „Minden rendben lesz, hívj fel, itt van a számom.” Nagyon kitartó volt, annyiszor próbálkozott barátkozni velem. De én nagyon szégyelltem magam, nem akartam rávetíteni ezt az egész negativitást. Aztán odajött hozzám és azt mondta: „te bujkálsz”, én pedig azt mondtam, hogy „igen, igazad van, bujkálok”, és ez az, amiből a barátságunk kivirágzott.

## Kiadás és népszerűsítés
A Rain on Me-t hivatalosan 2020. április 22-én jelentették be, amikor Gaga közzétette a Chromatica albumának dallistáját. 2020. május 15-én Gaga és Grande egyaránt bemutatta a kislemez borítóját hivatalos Instagram és Twitter fiókjaikon keresztül, közzétéve a jövő heti megjelenést. A dal az album második kislemezeként jelent meg 2020. május 21-én nyugati parti idő szerint 21ː00-kor (UTC szerint május 22-én 04ː00-kor). A dalt az Amazon Music dalszöveges reklámvideójával is népszerűsítették. A kiadással egyidőben eső témájú árucikkeket tettek elérhetővé Gaga hivatalos online áruházában, mint például gumicsizmát, esőkabátot és esernyőt.
2020. május 26-án Gaga és Grande egy egyperces jelenetet tettek közzé a The Weather Channellel-lel együttműködve, ahol esernyőt tartva tartanak egy vicces időjárás-jelentést és arról beszélnek, hogyan „szeretnék megünnepelni az esőt.” 2020. május 28-án kiadtak egy újabb, hasonló videót, melyet Gaga medencéjében és Grande fürdőkádjában forgattak. A Rain on Me felkerült a Fortnite rádióállomásain lejátszott dalok listájára. 2020. augusztus 26-án Gaga egy online versenyt hirdetett meg 10 000 dolláros pénznyereménnyel a győztesnek, ahol a résztvevőknek az Adobe kreatív alkalmazásaival egy Rain on Me ihletésű plakátot kellett megtervezniük.

## A kritikusok értékelései
A Rain on Me pozitív fogadtatásban részesült a zenei kritikusoktól. Adam White, a The Independent-től öt csillagból négyet adott a Rain on Me-nek mondván, hogy a  dal „egy három percnyi eufórikus melodráma” és egy „színpadias diadal”. Joey Nolfi, az Entertainment Weekly munkatársa azt írta, hogy a Rain on Me „terápiás robajjal a hangos mennyországba repíti a rajongókat.” Althea Legapsi, a Rolling Stone-tól a dalt „fiatalítónak” minősítette megjegyezve, hogy az énekesek egy „kérdezz-felelek kommunikációt” alkotnak, mivel a metaforikus rossz időjárási érzelmek ellenére a „helyzet fiatalító aspektusait mutatják be.” Dave Quinn, a People-től kiemelte: „Grande a védjegyévé vált magas hangú oktávjait énekli”, míg „Gaga merész hangja visszhangzik az egész felvételen, miközben énekli a „Rain on Me” és „Hands up to the sky/I'll be your galaxy” sorokat.” Quinn Moreland, a Pitchfork-tól dicsérte a dalt és azt írta, hogy „két, érzelmi szinten összekapcsolódó nőből meríti erejét.” Pozitív kritikájában Brenden Wetmore, a Paper-től úgy írt a dalról, hogy „abszolút felvillanyozó a végére, és elegendő nyers érzelmet és szívfájdalmat töltött fel ahhoz, hogy egy áramkör partijának villogó fényét táplálja.”
Craig Jenkins, a Vulture magazintól dicsérte az énekesek vokáljait és a dal ütemét és úgy gondolta, hogy a dal „nagyot fog szólni”. Hannah Mylrea az NME-től „hatalmas slágernek” nevezte, amely „lehet, hogy Gaga legjobb dala a 2011-es Born This Way óta.” Rania Aniftos, a Billboard-tól úgy gondolta, hogy „a dal Ariana Grande és Lady Gaga páratlan vokálját mutatja be.” Továbbá a Billboard a Chromatica album második legjobb dalának nevezte a Rain on Me-t kijelentve, hogy a „hihetetlen [...] produkció és a felemelő dalszerzés segít a dal nagyszerűvé tételében, de a két popdíva közötti páratlan kémia miatt, ez Gaga egyik legjobb munkája.” Chris DeVille a Stereogum-tól „epikusnak” nevezte a dalt mondván, hogy „valódi katarzis van ott [...], amikor Gaga és Ariana Grande összeállnak, hogy túléljék a traumát.”
Matt Melis, a Consequence of Sound-tól szintén a két énekes vokálját dicsérte és egy „kirobbanó közreműködésnek” nevezte a dalt. Hozzátette, hogy „ez az a kiadás, amelyre mindannyiunknak legalább pár tucatszor szükségünk volt a világjárvány alatt”, majd kiemelte a dal mondanivalójátː „Bármilyen rossz is lesz a vihar, kitartunk, és a fájdalom miatt talán kicsit tisztábbak leszünk a másik oldalon.” A The Washington Post munkatársa, Allison Stewart a dalt „nagy hangú szuperdíva csúcstalálkozónak” nevezte, melyet „ellenállhatatlannak terveztek”. Evan Sawdey, a PopMatters-től „minden idők egyik legjobb kislemezének nevezte Gagától”, amely „olyan gyorsan véget ér, hogy alig veszed észre, hogy alkoholfogyasztásról szól.” Alexa Camp a Slant Magazine-tól  kevésbé volt lelkes, és bár úgy vélte, hogy a Rain on Me „előrelépés az előző, Stupid Love című kislemezhez képest”, a dalt úgy jellemezte, mint „két túlbuzgó vokalista, akik egymást próbálják túlénekelni.”

## Kereskedelmi fogadtatás
A Rain on Me az első helyen nyitott az amerikai Billboard Hot 100-as listán, így Gaga ötödik, míg Grande negyedik elsőségét szerezte meg az országban. Míg Gagának ez volt a tizenhetedik, Grande a tizenhatodik Top 10-es helyezését érte el a listán. Mindemellett ez volt az első női kollaboráció, ami valaha első helyen tudott debütálni. Gaga számára a Born This Way után ez volt a második alkalom, hogy rögtön az első helyen nyitott egy dala, ezzel a negyedik női előadóvá vált Mariah Carey, Britney Spears, és Ariana Grande után, akiknek szintén legalább két dalukkal sikerült ez korábban. Összességében Gaga a hetedik ilyen előadó Drake, Justin Bieber és Travis Scott után. Továbbá Gaga csupán a harmadik olyan előadó Carey és Beyoncé után, aki első helyezett kislemezt adott ki a 2000-es, a 2010-es, illetve a 2020-as évtizedben. Grande lett az első olyan előadó Carey-t, Drake-et, és Biebert megelőzve, akinek négy dala is első helyen nyitott a listán. A digitális letöltéseket rangsoroló Digital Songs elnevezésű listán Gaga a nyolcadik elsőségét szerezte meg, míg Grande a hetediket. 2020. augusztus 28-án az Amerikai Hanglemezgyártók Szövetsége platina minősítéssel illette a dalt. A dal eladását négy fizikai/digitális kombinációs ajánlat segítette; a fogyasztók vásárolhattak kazettát, CD-t és bakelitlemezeket is, mindegyikhez egy digitális letöltés járt.
Az Egyesült Királyságban szintén az első helyen debütált a dal a brit kislemezlistán, mellyel Gaga és Grande egyaránt a hatodik alkalommal állhattak a lista csúcsán. Gaga számára ez volt az első dala, amely a csúcson debütált. Az előző hét vezetőjét, DaBaby Rockstar című dalát megelőzve mintegy 70 000-es listás eladással a Rain on Me minden idők legnagyobb nyitó eredményét produkálta a streaming értékek között női kollaborációtól a maga 8,1 milliós lejátszással egy hét alatt. Hat első helyezett dalukkal Gaga és Grande a szigetország tizedik legtöbb listavezető dallal rendelkező előadói Britney Spears-szel és Rod Stewarttal holtversenyben. A három hónapos időszak alatt 515 000-es eladással a 2020-as nyár harmadik legkelendőbb dala volt az országban, míg női előadók között a legnépszerűbb volt.
Írországban a Rain on Me az első helyen nyitott az ír kislemezlistán, amellyel Gaga a hetedik, míg Grande a hatodik elsőségét szerezte meg. A Rain on Me továbbá a 2020-as év legnagyobb nyitó hetét érte el, felülmúlva Billie Eilish No Time to Die című dalát. Gagának kilenc év után sikerült újra az első helyen debütálnia egy dalával a 2011-es Born This Way óta. Grande hatodik elsőségével Rihannával áll holtversenyben, mint a legtöbb listavezető dallal rendelkező előadó az elmúlt tíz évben.
Kanadában szintén az első helyen sikerült debütálnia a dalnak, ami Gaga számára a hatodik, míg Grandénak a negyedik elsősége az országban. A kanadai digitális letöltéseket rangsoroló Canadian Digital Songs Sales listán szintén első helyezett lett. Ausztráliában a Rain on Me a második helyen nyitott az ARIA kislemezlistáján, ami Gagának a tizennegyedik, Grandénak a tizenötödik Top 10-es pozícióját jelentette. Megjelenése utáni hetén továbbra is tartotta második pozícióját a listán DaBaby Rockstar-ja mögött. Az ARIA ötszörös platina minősítéssel illette a dalt.

## Videóklip

### Háttér és elkészítés
A Rain on Me videóklipjét Los Angelesben vették fel röviddel azelőtt, hogy Kalifornia állam a COVID-19 járvány fényében lezárásokba kezdett volna. A Gaga és Grande ruháit Laura Pulice tervezte, és a latex ruhákra szakosodott Vex Clothing gyártotta le őket. Pulice elmondta, hogy Gaga megjelenésének inspirációja egy „futurisztikus sci-fi punk” és „egy heavy metal album szexszimbóluma” volt, míg Grande számára „azt a stílust akarták megtartani, ami jól esik neki, miközben maradnak a videó futurisztikus témájánál.” Az énekesek sminkjét Sarah Tanno készítette, aki a Haus Laboratories termékeit használta, és „azt akarta, hogy a megjelenés erőteljesnek, poposnak éreztesse magát, veszélyes lázadás keverékével.” Richy Jackson koreográfus arra törekedett, hogy olyan koreográfiát fejlesszen ki, amely felemelő és könnyen utánozható azok számára, akik nézik. Hozzátette, hogy nagyon élvezte a folyamatot, mert „együtt tudott működni Gagával és Arianával és táncmozdulataikat egyéni művészi személyiségük, egyedi hasonlóságaik és különbségeik, valamint a dalszövegek alapján építette fel.”
A videó megjelenése előtt Gaga a Beats 1 Zane Lowe-jével a Grandéval közös munkáról beszélt és elmondta, hogy „annyira nyitott volt olyan dolgok kipróbálására, amelyeket még soha nem csinált.” A videóklipet Robert Rodriguez filmrendező rendezte, aki korábban dolgozott már együtt Gagával a Machete gyilkol és a Sin City: Ölni tudnál érte című filmeken. Premierje 2020. május 22-én volt nyugati-parti idő szerint 10ː00-kor. 2020. augusztus 6-án Gaga megjelentette a Gagavision című websorozatának negyvennyolcadik epizódját, amelyben Grandéval közösen szerepel és a videóklip háttérmunkálatait mutatják be.

### Történet

Grande és Gaga tánc közben a videóklipben. Richy Jackson koreográfus olyan koreográfiát szándékozott kifejleszteni, melyet otthon is bárki gyakorolhat.

A videó azzal kezdődik, hogy „Gaga a földön fekszik a Chromatica albumborítójához hasonló pózban, combjában egy tőrrel”, melyet aztán kihúz onnan. Gaga rózsaszín ruhában és platformcsizmában jelenik meg, körülötte egy táncosokból álló csoport szintén rózsaszínbe öltözött, hasonlóképp a Stupid Love videójához. Grande lila ruhát és „fényes fekete metál miniszoknyát visel pillangószárnyakkal”, táncoscsoportja szintén lilában látható.
Mindannyian egy hatalmas eső áztatta arénában táncolnak, az égből pedig tőrök hullanak. A klip egy pontján Gaga a Grande „védjegyévé vált lófarok copfját” hordja. A videó egy üvegtábla mögött álló Gagát is bemutat „néhány drámai közeli képpel róla, miközben eső ömlik az arcára,” illetve egy olyan jelenet is szerepel benne, amelyben a két énekesnő egymás kezét fogja, „Sailor Moon típusú hajaik pedig lebegnek mögöttük a szélben”. A videó azzal zárul, hogy a két énekes megöleli egymást.

### Fogadtatás
Amy Mackelden a Harper's Bazaar-tól úgy gondolta, hogy a videóklip „nem más, mint ikonikus” és „drámai jelmezváltásokkal és gyilkos táncmozdulatokkal rendelkezik.” Erin Vanderhoof a Vanity Fair-től „pazarul előállított és animált videónak” nevezte „TikTok-barát” táncmozdulatokkal, valamint „kicsit nosztalgikusnak” találta és a koronavírus előtti napokra emlékeztette. A W magazin újságírója, Kyle Munzenrieder szintén megjegyezte, hogy a koreográfia kiváló alapanyag a TikTok számára, mivel az „énekesek többnyire nem mozdulnak el a helyükről, és olyan mozdulatokat tesznek, melyeket bárki felvehet magának a hálószobájában is.” Stefanee Wang a Nylon magazintól Gaga és Ariana videóbeli teljesítményét dicsérte mondván, hogy „egyikük sem hagy ki egyetlen ütemet sem.” Hozzátette, hogy a dal látványa „meggyőző esetet jelent arra vonatkozóan, hogy amikor a világ elesik, a társadalomnak valóban csak egy hatalmas táncmulatsággá kell válnia.” Brendan Wetmore a Paper-től úgy találta, hogy a videó „ugyanolyan szikrázó”, mint a kislemez és „egy lázadásba egymás mellé helyezi a két 2010-es évekbeli dance-pop ikont az esőben.” George Griffiths a Metro-tól egy „katartikus [...] diadalnak” nevezte. A kritikusok szerint a videó a Szárnyas fejvadászból, a Mortal Komatból és a Bayonettából merít ötletet.

## Élő előadások
A dal első előadására 2020. augusztus 30-án került sor a 2020-as MTV Video Music Awardson, ahol a duó közösen lépett fel. A fellépés során a Chromatica több dala is felcsendült a Rain on Me mellett. A 911 előadása után Gaga lila ruhába öltözött tüskés válldarabbal és elkezdte énekelni a Rain on Me-t. Grande a színpadon csatlakozott hozzá, hosszú copfokkal és magas, fehér platformcipővel. Táncosok kíséretében a dal videóklipjében látható koreográfiát táncolták. Joey Nolfi az Entertainment Weekly-től „epikusnak” nevezte az előadást, mivel „a két énekes magas hangokat ütött meg és kirobbanó koreográfiát adott elő, végig futurisztikus maszkot viselve.”

## Elismerések
| Év   | Esemény                      | Díj                              | Eredmény | Forr.  |
| ---- | ---------------------------- | -------------------------------- | -------- | ------ |
| 2020 | BreakTudo Awards             | Nemzetközi zenei videó           | Jelölve  | [ 56 ] |
| 2020 | MTV Europe Music Awards      | A legjobb videó                  | Jelölve  | [ 57 ] |
| 2020 | MTV Europe Music Awards      | A legjobb dal                    | Jelölve  | [ 57 ] |
| 2020 | MTV Europe Music Awards      | A legjobb közreműködés           | Jelölve  | [ 57 ] |
| 2020 | MTV Millennial Awards Brazil | Globális sláger                  | Elnyerte | [ 58 ] |
| 2020 | MTV Millennial Awards Brazil | Nemzetközi közreműködés          | Jelölve  | [ 58 ] |
| 2020 | MTV Video Music Awards       | Az év videója                    | Jelölve  | [ 59 ] |
| 2020 | MTV Video Music Awards       | Az év dala                       | Elnyerte | [ 59 ] |
| 2020 | MTV Video Music Awards       | A legjobb közreműködés           | Elnyerte | [ 59 ] |
| 2020 | MTV Video Music Awards       | A legjobb pop videó              | Jelölve  | [ 59 ] |
| 2020 | MTV Video Music Awards       | A legjobb operatőr               | Elnyerte | [ 59 ] |
| 2020 | MTV Video Music Awards       | A legjobb speciális effekt       | Jelölve  | [ 59 ] |
| 2020 | MTV Video Music Awards       | A legjobb koreográfia            | Jelölve  | [ 59 ] |
| 2020 | People’s Choice Awards       | 2020 dala                        | Jelölve  | [ 60 ] |
| 2020 | People’s Choice Awards       | 2020 közreműködése               | Jelölve  | [ 60 ] |
| 2020 | People’s Choice Awards       | 2020 zenei videója               | Jelölve  | [ 60 ] |
| 2021 | iHeart Radio Music Awards    | Az év dance dala                 | Jelölve  | [ 61 ] |
| 2021 | iHeart Radio Music Awards    | A legjobb videóklip              | Jelölve  | [ 61 ] |
| 2021 | Billboard Music Awards       | A legjobb dance/elektronikus dal | Jelölve  | [ 62 ] |

## A kislemez dalai és formátumai
Digitális letöltés (album változat)
1. Rain on Me (Ariana Grandéval) – 3:02

Képes hanglemez/CD/kazetta
1. Rain on Me (Ariana Grandéval) – 3:02
2. Rain on Me (instrumentális) – 3:02

Digitális letöltés (kislemez változat)
1. Rain on Me (Ariana Grandéval) – 3:02

Digitális letöltés – Instrumentális
1. Rain on Me (instrumentális) – 3:02

## Közreműködők és felvételek helyszínei
A következő közreműködők listája a Chromatica albumon található CD füzetkében található.

### A felvételek helyszínei
- Felvételek: Conway Recording Studios (Hollywood, Kalifornia), MXM Studios (Los Angeles, Kalifornia) és Henson Recording Studios (Los Angeles)
- Maszterelés: Sterling Sound Studios (New York City)

### Közreműködők listája
| - Lady Gaga – vokál, dalszerző - Ariana Grande – vokál, dalszerző - BloodPop – producer, dalszerző - Burns – producer, dalszerző, basszusgitár, dobok, gitár, billentyűs hangszerek - Tchami – további produceri munka, dalszerző - Alexander Ridha – dalszerző - Nija Charles – dalszerző | - Rami Yacoub – dalszerző - Leddie Garcia – ütőhangszerek - Rachel Mazer – szaxofon - Benjamin Rice – vokál producer, hangmérnök, hangkeverés - Tom Norris – hangkeverés - E. Scott Kelly – hangkeverés asszisztens - Randy Merrill – maszterelés |

## Helyezések
| Lista (2020)                                          | Legjobb helyezés |
| ----------------------------------------------------- | ---------------- |
| Argentína (Argentina Hot 100)                         | 35               |
| Ausztrália (ARIA)                                     | 2                |
| Ausztria (Ö3 Austria Top 40)                          | 8                |
| Belgium (Ultratop Flandria)                           | 5                |
| Belgium (Ultratop Vallónia)                           | 10               |
| Bolívia (Monitor Latino)                              | 9                |
| Brazília (Top 100 Brasil)                             | 46               |
| Brazília (UBC)                                        | 2                |
| Bulgária (PROPHON)                                    | 2                |
| Costa Rica (Monitor Latino)                           | 9                |
| Csehország (Singles Digitál Top 100)                  | 4                |
| Csehország (Radio Top 100)                            | 26               |
| Dánia (Tracklisten)                                   | 14               |
| Dél-afrikai Köztársaság (Radiomotor)                  | 23               |
| Dél-Korea (Gaon)                                      | 122              |
| Egyesült Arab Emírségek (Radiomotor)                  | 6                |
| Egyesült Államok (Billboard Hot 100)                  | 1                |
| Egyesült Államok – Adult Contemporary (Billboard)     | 11               |
| Egyesült Államok – Adult Top 40 (Billboard)           | 3                |
| Egyesült Államok – Dance/Electronic Songs (Billboard) | 1                |
| Egyesült Államok – Mainstream Top 40 (Billboard)      | 10               |
| Egyesült Államok – Rolling Stone Top 100              | 1                |
| Egyesült Királyság (Official Charts Company)          | 1                |
| Euro Digital Song Sales (Billboard)                   | 1                |
| Észak-Macedónia (Radiomotor)                          | 1                |
| Észtország (Eesti Tipp-40)                            | 2                |
| Finnország (Suomen virallinen lista)                  | 4                |
| Franciaország (SNEP)                                  | 12               |
| Független Államok Közössége (Tophit)                  | 9                |
| Global 200 (Billboard)                                | 22               |
| Global Excl. US (Billboard)                           | 21               |
| Görögország (IFPI)                                    | 1                |
| Hollandia (Dutch Top 40)                              | 7                |
| Horvátország (HRT)                                    | 1                |
| Írország (IRMA)                                       | 1                |
| Izland (Tonlist)                                      | 24               |
| Izrael (Media Forest)                                 | 1                |
| Japán (Japan Hot 100)                                 | 8                |
| Kanada (Canadian Hot 100)                             | 1                |
| Kanada AC (Billboard)                                 | 1                |
| Kanada CHR/Top 40 (Billboard)                         | 2                |
| Kanada Hot AC (Billboard)                             | 1                |
| Kolumbia (National-Report)                            | 34               |
| Lengyelország (Polish Airplay Top 100)                | 3                |
| Lettország (Latvijas Top 40)                          | 1                |
| Libanon (Lebanese Top 20)                             | 2                |
| Litvánia (AGATA)                                      | 2                |
| Luxemburg (Billboard)                                 | 1                |
| Magyarország (Rádiós Top 40)                          | 5                |
| Magyarország (Single Top 40)                          | 1                |
| Magyarország (Stream Top 40)                          | 4                |
| Malajzia (RIM)                                        | 2                |
| Málta (Radiomotor)                                    | 1                |
| Mexikó (AMPROFON)                                     | 4                |
| Namíbia (Radiomotor)                                  | 2                |
| Németország (Official German Charts)                  | 9                |
| Norvégia (VG-lista)                                   | 7                |
| Olaszország (FIMI)                                    | 5                |
| Oroszország – Airplay (Tophit)                        | 3                |
| Panama (Monitor Latino)                               | 7                |
| Paraguay (Monitor Latino)                             | 6                |
| Portugália (AFP)                                      | 5                |
| Puerto Rico (Monitor Latino)                          | 8                |
| Románia (Airplay 100)                                 | 77               |
| Salvador (Monitor Latino)                             | 9                |
| Skócia (Official Charts Company)                      | 1                |
| Spanyolország (PROMUSICAE)                            | 8                |
| Svájc (Schweizer Hitparade)                           | 5                |
| Svédország (Sverigetopplistan)                        | 8                |
| Szerbia (Radiomotor)                                  | 9                |
| Szingapúr (RIAS)                                      | 1                |
| Szlovákia (Singles Digitál Top 100)                   | 4                |
| Szlovénia (SloTop50)                                  | 1                |
| Uganda (Radiomotor)                                   | 4                |
| Ukrajna – Airplay (Tophit)                            | 56               |
| Uruguay (Monitor Latino)                              | 11               |
| Új-Zéland (RMNZ)                                      | 2                |
| Venezuela (Record-Report)                             | 31               |

| Lista (2020)                | Legjobb helyezés |
| --------------------------- | ---------------- |
| Brazília (Top 50 Streaming) | 16               |
| Paraguay (SGP)              | 20               |
| Szlovénia (SloTop50)        | 1                |

## Minősítések és eladási adatok
| Régió | Minősítés  | Eladott példányszám |
| --- | ---------- | ------------------- |
| Ausztrália (ARIA) | 5× platina | 350 000‡            |
| Ausztria (IFPI Austria)                                                                                                 | platina    | 30 000‡             |
| Belgium (BEA) | platina    | 40 000‡             |
| Brazília (Pro-Música Brasil)                                                                                            | 3× gyémánt | 480 000‡            |
| Kanada (Music Canada)                                                                                                   | 6× platina | 480 000‡            |
| Dánia (IFPI Denmark) | platina    | 90 000‡             |
| Franciaország (SNEP) | arany      | 100 000‡            |
| Olaszország (FIMI) | platina    | 70 000‡             |
| Új-Zéland (RMNZ) | platina    | 30 000‡             |
| Németország (BVMI) | arany      | 200 000‡            |
| Magyarország (MAHASZ)                                                                                                   | arany      | 2000‡               |
| Norvégia (IFPI Norway)                                                                                                  | 2× platina | 120 000‡            |
| Lengyelország (ZPAV) | 3× platina | 60 000‡             |
| Portugália (AFP) | platina    | 10 000‡             |
| Spanyolország (PROMUSICAE)                                                                                              | arany      | 20 000‡             |
| Egyesült Királyság (BPI)                                                                                                | 2× platina | 1,300,000           |
| Egyesült Államok (RIAA)                                                                                                 | 2× platina | 2 000 000‡          |
| Streaming |            |                     |
| Japán (RIAJ) | arany      | 50 000 000†         |
| Svédország (GLF) | platina    | 8 000 000†          |
| ‡ Eladási+streaming példányszámok kizárólag a minősítés alapján. † Csak streaming számok kizárólag a minősítés alapján. |            |                     |

## Megjelenési történet
| Regió              | Dátum           | Formátum                                                   | Verzió         | Kiadó      | Forr.   |
| ------------------ | --------------- | ---------------------------------------------------------- | -------------- | ---------- | ------- |
| Világszerte        | 2020. május 22. | Digitális letöltés streaming képes hanglemez CD kazetta 7" | Eredeti        | Interscope | [ 64 ]  |
| Világszerte        | 2020. május 22. | Digitális letöltés                                         | Instrumentális | Interscope | [ 66 ]  |
| Ausztrália         | 2020. május 22. | Poprádiós megjelenés                                       | Eredeti        | Universal  | [ 167 ] |
| Egyesült Királyság | 2020. május 22. | Poprádiós megjelenés                                       | Eredeti        | Interscope | [ 168 ] |
| Egyesült Királyság | 2020. május 23. | „Adult contemporary” rádiós megjelenés                     | Eredeti        | Interscope | [ 169 ] |
| Egyesült Államok   | 2020. május 25. | „Adult contemporary” rádiós megjelenés                     | Eredeti        | Interscope | [ 170 ] |
| Egyesült Államok   | 2020. május 26. | Poprádiós megjelenés                                       | Eredeti        | Interscope | [ 171 ] |
| Olaszország        | 2020. június 5. | Poprádiós megjelenés                                       | Eredeti        | Universal  | [ 172 ] |

## Fordítás
- Ez a szócikk részben vagy egészben  a   Rain on Me (Lady Gaga and Ariana Grande song) című angol Wikipédia-szócikk fordításán alapul.  Az eredeti cikk szerkesztőit annak laptörténete sorolja fel. Ez a jelzés csupán a megfogalmazás eredetét és a szerzői jogokat jelzi, nem szolgál a cikkben szereplő információk forrásmegjelöléseként.